# Cellula germinale primordiale
Precursori dei gameti, indicate con il simbolo PGC. Si originano da una zona diversa dalle gonadi, per esempio nei mammiferi si formano nel sacco del tuorlo. Ad un certo momento ricevono un segnale, si staccano dalle altre cellule circostanti e iniziano a muoversi con un movimento ameboide grazie al citoscheletro. In questo modo creano legami con la fibronectina nella matrice extracellulare, raggiungendo la sede dove, a livello dell'embrione, si stanno differenziando le gonadi, cioè l'area delle creste genitali. 
Una volta che le PGC entrano all'interno dell'abbozzo delle gonadi, si chiameranno goni, che non sono differenziate, più o meno tondeggianti anche se possiedono prolungamenti. Se l'abbozzo della gonade è maschile diventeranno spermatogoni, se è un abbozzo femminile saranno ovogoni. In generale, tutte le cellule germinali derivano dalle PGC. Queste cellule si dividono tante volte per mitosi in modo da creare una popolazione di cellule germinali che daranno poi origine ai gameti maturi.